# Ликёры на основе виски

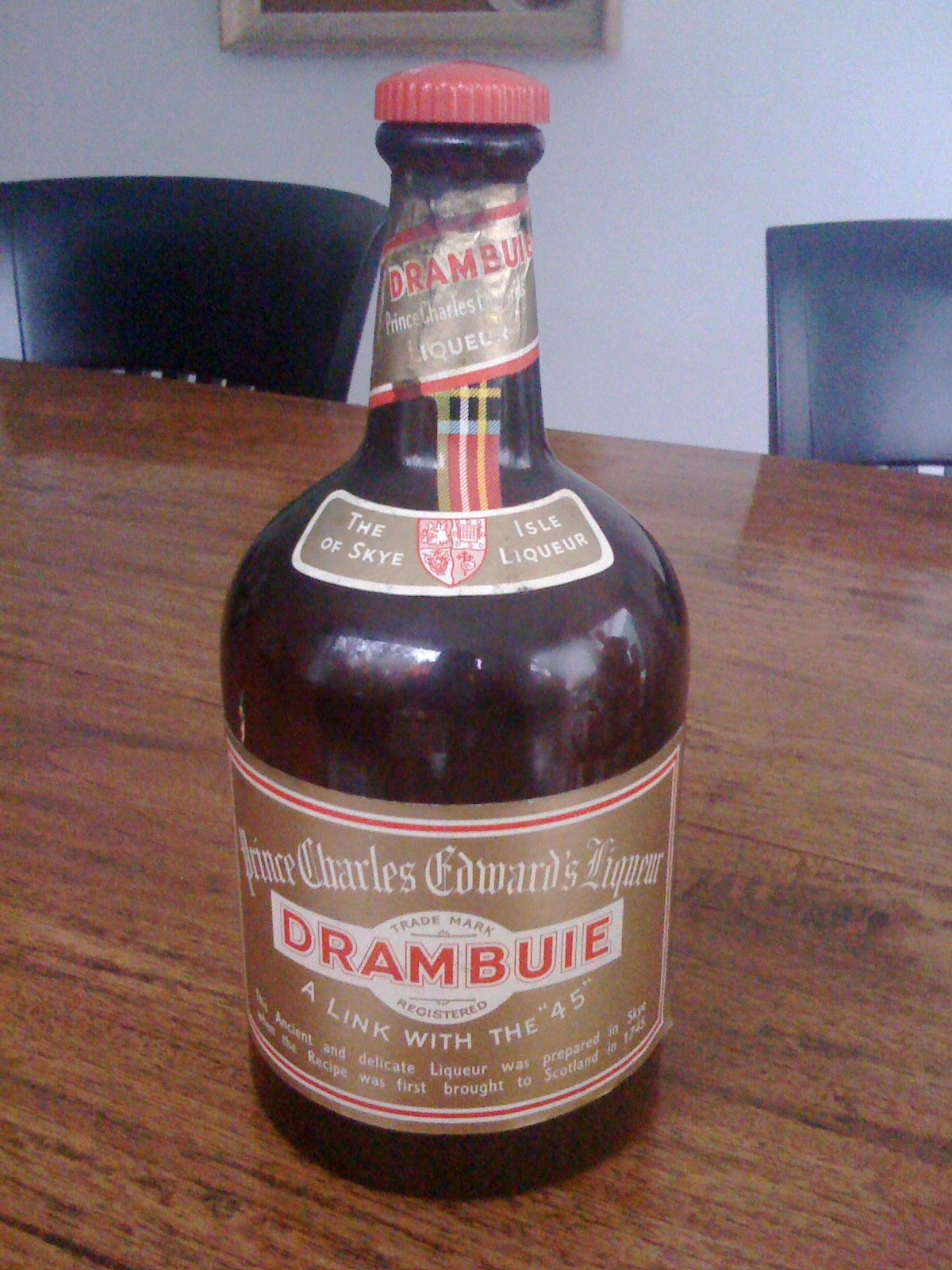
Ликёр на основе виски

Ликёры на основе виски (англ. Whisky Liqueurs) — это разновидность спиртного напитка, приготовленного путём соединения виски с дистиллированным сиропом на основе сахара. Ликёры из виски обычно слаще виски, и часто содержат в себе фруктовые или пряные ароматы.

## История
Историю ликёров шотландского виски можно проследить с середины XVIII века. На первоначальном этапе развития дистилляции, процесс производства виски был примитивным с ограниченными технологиями и знаниями. Оборудование, используемое для дистилляции, было несовершенным, в результате чего получался спирт-сырец с низким содержанием этанола и высоким уровнем примесей. Эти примеси не только портили вкус, но и могли быть вредны для здоровья. Чтобы сделать виски более приятным на вкус, дистилляторы начали добавлять различные ингредиенты. Самым значительным из них был мёд. Мёд выполнял несколько функций: он подслащивал резкий вкус спирта, был доступным и легко смешивался с исходным продуктом.
С развитием дистилляционных технологий стало возможно производить виски с более высокой крепости и меньшим количеством примесей. Это привело к значительному улучшению качества и характера виски, дополнительно улучшавшемуся благодаря выдержке в бочках. Когда необходимость маскировать примеси отпала, при производстве современных ликёров на основе виски, стали уделять основное внимание улучшению вкусового профиля готового напитка. Ингредиенты, такие как мёд, травы, специи и фруктовые экстракты, используются не для того, чтобы скрыть недостатки, а для того, чтобы дополнить и подчеркнуть естественный вкус виски.
Сегодня ликёры на основе виски предлагают изысканное сочетание традиций и инноваций, объединяя мощный характер виски с разнообразными дополнениями.

## Описание
Ликёры на основе виски представляют собой уникальные спиртные напитки, сочетающие крепость и глубину вкуса виски с различными добавками, такими как мёд, травы, специи и фрукты. Эти напитки создаются путём смешивания виски с другими ингредиентами, чтобы улучшить и разнообразить его вкусовые характеристики.

#### Основные характеристики
В основе любого ликёра на основе виски лежит качественный шотландский, ирландский или другой вид виски, который придаёт напитку крепость и сложный вкусовой профиль. Для смягчения резкости виски и придания ему новых вкусовых оттенков используются натуральные добавки, такие как мёд, ваниль, корица, кардамон, апельсиновая цедра и различные травы. Ликёры на основе виски обычно более сладкие по сравнению с чистым виски, что делает их популярными среди людей, предпочитающих более мягкие и сладкие алкогольные напитки. Благодаря добавкам, такие ликёры обладают более густой и шелковистой текстурой, что делает их приятными на вкус.

#### Вкусовые профили
Медовые ноты: многие ликёры, такие как Drambuie, содержат мёд, который придает напитку сладость и смягчает его вкус, делая его более округлым.
Травяные и пряные оттенки: использование трав и специй, как в Glayva, добавляет глубину и сложность вкуса, создавая богатый и многослойный профиль.
Цитрусовые акценты: некоторые ликёры включают цитрусовые добавки, которые придают свежесть и лёгкость, создавая баланс между сладостью и кислотностью.

#### Популярные марки
Drambuie известен своим богатым вкусом, включающим смесь старого шотландского виски, мёда, трав и специй. Легенда гласит, что рецепт был передан якобитским принцем Чарльзом Эдвардом Стюартом своим последователям.
Glayva создан в 1947 году, этот ликёр сочетает в себе виски, мёд, травы и цитрусовые. Его название означает «очень хороший» на гэльском языке.
Southern Comfort представляет собой американский ликёр, основанный на виски, со смесью фруктов и специй, создающий сладкий и мягкий вкус.

## Применение
Виски-ликеры употребляются в чистом виде, со льдом или в качестве ингредиентов для коктейлей. Их также можно использовать в кулинарии, и они являются популярным ингредиентом десертов, таких как трайфлы и чизкейки.